# Igreja Presbiteriana Central de Jataí
A Igreja Presbiteriana de Jataí (IPJ), também chamada de Igreja Presbiteriana Central de Jataí ou Primeira Igreja Presbiteriana de Jataí, teve início com a chegada da família de Rafael Alves Pereira, vinda de Araguari (MG), em 1924.
A paróquia faz parte da Igreja Presbiteriana do Brasil, instituição religiosa presbiteriana mais antiga do país. Ela professa a fé calvinista (também chamada de Reformada). Sua doutrina é embasada na Confissão de Fé de Westminster e no Catecismo Maior e Breve de Westminster, elaborados na famosa Abadia de Westminster por presbiterianos e anglicanos.
O trabalho presbiteriano em Jataí também é marcado pelas visitas feitas pelo Rev. Ashman Clark Salley, missionário norte-americano, da South Brazil Mission of the Presbyterian Church of the United States of America, que depois recebeu o nome de Missão Brasil Central. O Rev. Ashman morava em Alto Araguaia (MT) e visitava Jataí (GO), Rio Verde (GO) e redondezas.
Em 1940, o Rev. Donald F. Schroeder e sua esposa Helena Schroeder assumiram o trabalho presbiteriano de Jataí e do campo Sudoeste de Goiás. Com isso, a igreja se tornou a base dessa missão no sudoeste goiano. Esse casal, dentre outros trabalhos, organizou uma biblioteca e uma escola primária que recebeu o nome de Escola Evangélica, hoje o Instituto Presbiteriano Samuel Graham (IPSG). Em 1942, o Rev. Robert Lodwich veio visitar os crentes e mudou-se para Jataí em junho do mesmo ano, inaugurando o templo da paróquia em 11 de outubro. Segundo os registros da igreja e de alguns de seus planejadores ainda vivos, o templo presbiteriano foi o primeiro edifício de vão aberto da cidade.
Com muito zelo e trabalho, a congregação conseguiu sua organização eclesiástica em 1º de dezembro de 1946 e, na ocasião, foram eleitos os dois primeiros presbíteros: Herculano Modesto de Souza e Sebastião Herculano de Souza. No mesmo dia, aconteceram as profissões de fé de dez pessoas, totalizando 41 membros, número que hoje ultrapassa a faixa de 300 membros comungantes e não comungantes.
Nesses 65 anos de história, a Igreja Presbiteriana Central de Jataí, pela graça de Deus, organizou a Igreja Presbiteriana Betel de Jataí e a Igreja Presbiteriana Betânia de Jataí. Hoje, a IPJ possui quatro congregações/capelas: a Congregação Presbiteriana Filadélfia, a Congregação Presbiteriana do Setor Jacutinga (ambas em Jataí), a Congregação Presbiteriana de Alto Taquari (MT) e a Congregação Presbiteriana de Araguainha (MT).
Após a organização das duas igrejas-filhas e das duas congregações, a igreja não cessou seu trabalho de evangelização. A igreja sempre investiu na ajuda em viagens missionárias e no sustento de missionários em várias partes do mundo, desde a Europa e África até o Oriente Médio.
A igreja até os dias de hoje ainda possui o Instituto Presbiteriano. A relação com a escola sempre foi de grande importância, como de mãe para filho, o que pode ter ajudado com a permanência do Instituto até os dias de hoje. Além do IPSG, a igreja dá total apoio à Casa Evangélica Monte das Oliveiras (CEMOL), que fornece um ensino integral para crianças carentes, ensinando desde o estudo secular ao estudo bíblico. A igreja se dedica também à caridade. A IPJ sempre deu total apoio às pessoas mais necessitadas, tanto que, no passado, possuía uma Sociedade Beneficente. Essa ajuda vem junto à construção das igrejas-filhas e das congregações/capelas, pois, além de ser um ponto de evangelização, esses projetos são feitos também com base na ajuda dessas regiões. Mas vale lembrar, também, que essa ajuda não chega somente nessas áreas de influência, mas também em famílias necessitadas as quais a igreja tem conhecimento. Estima-se que, anualmente, a igreja investe milhares na ajuda a essas famílias.